# Diána Igaly
Diána Igaly (n. 31 ianuarie 1965, Budapesta, Republica Populară Ungară – d. 8 aprilie 2021, Budapesta, Ungaria) a fost o trăgătoare de tir ce a reprezentat Ungaria, medaliată olimpică. A participat la 4 ediții ale Jocurilor Olimpice (1992, 2000, 2004, 2008) în care a câștigat două medalii de aur și două medalii de bronz.